# Résolution 352 du Conseil de sécurité des Nations unies
Membres permanents
- Chine
- États-Unis
- France
- Royaume-Uni
- URSS

Membres non permanents
- Australie
- Autriche
- RSS de Biélorussie
- Cameroun
- Costa Rica
- Indonésie
- Iraq
- Kenya
- Mauritanie
- Pérou

Résolution no 351 Résolution no 353
La résolution 352 est une résolution du Conseil de sécurité de l'ONU votée le 10 juin 1974 concernant la Grenade et qui recommande à l'Assemblée générale des Nations unies d'admettre ce pays comme nouveau membre.

## Contexte historique
Avant l'arrivée de Christophe Colomb, en 1492, l'île était habitée par les Caraïbes. Christophe Colomb baptisa cette île Concepción. Une compagnie fondée par le cardinal français Richelieu acheta l'île aux Anglais en 1650. Grenade resta sous domination française jusqu'en 1762. Grenade devint officiellement britannique en 1763 par le traité de Paris qui met fin à la guerre de Sept Ans. Les Français se réemparèrent de l'île en 1779, mais les Britanniques la reprirent peu après. En effet, les deux camps signèrent le traité de Versailles en 1783. Provoquée par Victor Hugues une révolte pro-française éclata en 1795 mais fut matée par les troupes britanniques.
De 1958 à 1962, la Grenade devint une province de la Fédération des Indes occidentales qui éclata rapidement. 
L'île accéda à l'indépendance le 7 février 1974, devenant un royaume du Commonwealth, avec Eric Gairy comme premier ministre. (Issu de l'article Grenade).
À la suite de cette résolution ce pays est admis à l'ONU le 17 septembre 1974,

## Texte
- Résolution 352 sur fr.wikisource.org
- Résolution 352 sur en.wikisource.org

### Source
- (en) Cet article est partiellement ou en totalité issu de l’article de Wikipédia en anglais intitulé « United Nations Security Council Resolution 352 » (voir la liste des auteurs).